# Царевский, Евгений Николаевич
Евге́ний Никола́евич Царе́вский (1904—1995) — советский учёный-физик и инженер-оптотехник, видный организатор оптико-механической промышленности СССР.

## Научная биография
Родился 15 (28) февраля 1904 года в селе Сысоево (ныне в Некоузском районе Ярославской области). Окончив школу, в 1921—1922 годах работал сельским учителем. В 1922 году поступил на физико-математический факультет Петроградского государственного университета, зарабатывал на жизнь уроками.
В 1925 году по рекомендации профессора ЛГУ и директора ГОИ Д. С. Рождественского принят лаборантом сначала на Ленинградский завод оптического стекла (ЛенЗОС), а в конце того же года в ГОИ. Работал в Оптотехническом секторе под руководством А. И. Тудоровского, исследовал качество фотографических и аэрофотографических объективов, занимался организацией их серийного производства. Работая в ГОИ, в 1928 году окончил ЛГУ по специальности «оптотехника». В дальнейшем работал над созданием различных оптических измерительных и наблюдательных приборов военного назначения, которые описал в широко известных книгах «Справочник по военной оптике» и «Оптика в военном деле», вышедшей тремя изданиями в 1933, 1934 и 1948 гг. Книга «Оптика в военном деле» была подготовлена и издана на общественных началах бригадой членов Осоавиахима ГОИ. В Почётной грамоте, подписанной членом Реввоенсовета Республики и Председателем Центрального совета Осоавиахима СССР Р. П. Эйдеманом и Председателем Центральной наградной комиссии Совета С. М. Будённым, говорится о награждении Е. Н. Царевского «за ударную и систематическую работу по укреплению обороны страны» и выражается уверенность, что он «и впредь будет принимать самое активное участие в укреплении обороноспособности нашей Великой социалистической Родины». Научная квалификация Е. Н. Царевского была подтверждена присуждением ему в 1938 году степени кандидата технических наук и звания профессора по совокупности опубликованных работ без защиты диссертации.
В 1935—1941 годах занимался полигонными испытаниями и улучшением технических характеристик военных дальномеров. За работы по дальномерам Е. Н. Царевский в 1939 году был награждён медалью «За трудовую доблесть», а во время «зимней войны» орденом Красной Звезды.
Во время Великой Отечественной войны ГОИ был эвакуирован для продолжения работы в город Йошкар-Ола. Е. Н. Царевский занимал должность начальника экспериментального завода института. Под его руководством отрабатывалась технология производства оптики для танковых наблюдательных приборов, прицелов, стереотруб и других оптических приборов для армии, создавались новые приборы, а конструкторская документация передавалась на заводы отрасли. По окончании войны был направлен в Германию для изучения опыта работы фирмы Карл Цейсс, Йена. В 1946 году по результатам работ военного назначения ему была присуждена Сталинская премия. Вклад оптической промышленности в оснащение Советской Армии Е. Н. Царевский изложил в главе «Оптические приборы» монографии «Оружие Победы», вышедшей двумя изданиями в 1985 и 1987 годах.
В 1948 году возглавил специальную лабораторию ГОИ, созданную для исследования физических основ и создания образцов военных приборов с использованием новых для того времени способов фотоэлектронной и телевизионной регистрации. Одновременно он был назначен заместителем директора ГОИ по экспериментально-производственной части — главным инженером. Приложил много сил для развития института, продолжал оказывать научную и организационную помощь оптико-механическим предприятиям. В 1956 году сменил академика А. Н. Теренина на посту первого заместителя директора ГОИ — заместителя по научно-технической части. Эту должность Е. Н. Царевский занимал 25 лет в период бурного развития новых областей оптики и оптико-электроники, широкого внедрения в оптическое приборостроение приёмников инфракрасного излучения, лазеров, голографических технологий, электроники, нетрадиционных оптических материалов, волоконной оптики, тепловидения и др. Происходило интенсивное развитие ГОИ, организация его филиалов, новых отделов и лабораторий для расширения работ по перспективным областям оптотехники. Е. Н. Царевский внёс решающий вклад во многие работы института по этим направлениям личным участием либо в качестве научного руководителя. Он принимал активное участие в создании комплекса уникальных оптических приборов для МГУ и спектрального оборудования для 6−метрового астрономического телескопа (БТА), крупногабаритных космических объективов и мощных информационных лазеров. Многие десятки оптических приборов общегражданского и военного назначения, разработанные в ГОИ, были освоены оптической промышленностью под его научным руководством. В 1963 году по совокупности опубликованных работ ему без защиты диссертации присуждена степень доктора технических наук.
С 1981 по 1987 год Е. Н. Царевский работал заместителем директора ГОИ по научной работе в области теоретической и физической оптики и ещё год — консультантом дирекции института. В эти же годы он был главным редактором научно-технического журнала «Оптико−механическая промышленность».
Напряжённая работа в ГОИ в течение 62 лет сказалась на здоровье Е. Н. Царевского — в конце жизни он стал терять зрение и поэтому был вынужден оставить работу, сохранив до последних дней ясный ум, твёрдую память и интерес к окружающему.

## Личная жизнь
Е. Н. Царевский родился в многодетной семье священника местной церкви. Его родители происходили из семей потомственных священнослужителей, их отцы также были сельскими священниками. Жили небогато, родители, как «служители культа», были лишены избирательных прав и даже на два года высланы, но дети (три брата и четыре сестры) получили хорошее образование, стали учителями, инженерами, офицерами, крупными руководителями. Учился в сельской, затем в девятилетней школе. В 1928 году, окончив университет, женился. Его жена — Мария Ивановна Шелютина, родилась в 1899 году в семье рабочего. Е. Н. Царевский был заботливым мужем и отцом двух детей, а затем дедом и прадедом. Брак длился 45 лет до смерти жены в 1973 году. Через несколько лет после её смерти он женился вторично на Кокориной Валентине Фёдоровне. Она была начальником лаборатории специальных стёкол и ситаллов ГОИ, доктором технических наук, известным специалистом в области оптических материалов. Очень много сделала для Е. Н. Царевского, особенно в последние годы его жизни.

## Награды и премии
- Ленинская премия (1976)
- Сталинская премия третьей степени (1946) — за разработку конструкций и расчёт новых типов аэрофотообъективов, давших значительное повышение эффективности аэрофоторазведки
- Сталинская премия второй степени (1953) — за разработку приборов контроля и системы управления атомным котлом
- заслуженный деятель науки и техники РСФСР (1964)
- Герой Социалистического Труда (1966)
- Медаль «За трудовую доблесть» (1939) — за создание военных оптических дальномеров
- орден Красной Звезды (1940)
- два ордена Трудового Красного Знамени (15.12.1943[9], 1956)
- медаль «За доблестный труд в Великой Отечественной войне 1941—1945 гг.»
- четыре ордена Ленина (1952, 1961, 1966, 1974)
- орден Октябрьской революции (1971)
- орден Дружбы народов (1984)